# Борисово (Чуровское сельское поселение)
Борисово — деревня в Шекснинском районе Вологодской области.
Входит в состав сельского поселения Чуровского, с точки зрения административно-территориального деления — в Чуровский сельсовет.
Расстояние по автодороге до районного центра Шексны — 10 км, до центра муниципального образования Чуровского — 1 км. Ближайшие населённые пункты — Перхино, Пестово, Старово, Сельца, Пограево, Чуровское, Улошково.
По переписи 2002 года население — 7 человек.